# Metaxia
Metaxia (grec: μεταξύ, també utilitzat com a metaxú, 'entre') és un concepte utilitzat pel filòsof polític contemporani Eric Voegelin, per la filòsofa Simone Weil, i per filòsofs neoplatònics com Plotí.
La metaxia tal com l'entén Voegelin fa referència al lloc permanent on l'home es troba entre dos pols de l'existència.
Un exemple és la realitat infinita (apeiron) i finita (la ment divina o nous ) de l'existència. Un altre exemple és entre el començament de l'existència (apeiron ) i l'existència més enllà (epekeina ) o transcendència.
Voegelin va definir la metaxia com la connexió de la ment o nous amb el món material i el revés de la connexió del món material amb la ment com a "consciència de l'ésser".
Segons la definició de Voegelin, també pot significar una forma de percepció en contrast amb la consciència ; una plantilla de la ment (o nous ) en contrast amb el flux dinàmic i desordenat de la consciència experiencial; o com una forma de reflexivitat entre dos pols de l'experiència (el finit i l'infinit, o immanent i transcendent).
La totalitat de l'existència s'expressa com el cosmos. La metaxia és la connexió de l'home amb el món material com a fonament de l'ésser.
Neoplatònics com Plotí van utilitzar el concepte per expressar una col·locació ontològica de l'home entre els déus i els animals.
El concepte també és utilitzat per Simone Weil. Ella creia que la compassió havia d'actuar en l'àrea de la metaxia.